# L'asso dei detective
L'asso dei detective (Ace Crawford, Private Eye) è una serie televisiva statunitense in 5 episodi trasmessi per la prima volta nel corso di una sola stagione nel 1983.

## Trama
Ace Crawford è un detective privato un po' maldestro che riesce a risolvere sempre i suoi casi con l'aiuto dell'assistente Toomey che lo considera un eroe e che crede che la goffaggine del suo capo sia solo una sorta di astuta strategia. Ace, infatti, usa metodi poco usuali come travestimenti al limite del ridicolo o microfoni nascosti in giocattoli per bambini. Nel tempo libero o tra un caso e l'altro, Ace si ritrova spesso nel bar di Inch, The Shanty, nel quale lavorano la cantante Luana, per la quale Ace ha un interesse amoroso, e Mello, un musicista jazz cieco. A fare da supporto ad Ace è il tenente della polizia Fanning, sempre sconcertato per le modalità con cui Crawford risolve i casi.
Ogni episodio si conclude sempre allo stesso modo: Crawford lascia il locale di Inch di notte, passeggia lungo il molo, e dopo essere scomparso nella nebbia si sente un tonfo in acqua.

## Personaggi e interpreti
- Ace Crawford (5 episodi, 1983), interpretato da Tim Conway.
- Toomey (5 episodi, 1983), interpretato da Joe Regalbuto.
- Inch (5 episodi, 1983), interpretato da Billy Barty.
- Tenente Fanning (5 episodi, 1983), interpretato da Dick Christie.
- Luana (5 episodi, 1983), interpretata da Shera Danese.
- Mello (5 episodi, 1983), interpretato da Bill Henderson.

## Produzione
La serie fu prodotta da Conway Enterprises e Viacom Productions. Le musiche furono composte da Hughie Cannon e Peter Matz. Tra i registi è accreditato Michael Preece.

## Distribuzione
La serie fu trasmessa negli Stati Uniti dal 15 marzo 1983 al 12 aprile 1983  sulla rete televisiva CBS. In Italia è stata trasmessa su Canale 5 con il titolo L'asso dei detective.

## Episodi
| Stagione               | Episodi | Prima TV USA | Prima TV Italia |
| ---------------------- | ------- | ------------ | --------------- |
| Prima e unica stagione | 5       | 1983         | anni' 80        |